# Miami (canción de Manuel Riva)
«Miami» es una canción grabada por el productor y disc jockey rumano Manuel Riva con la colaboración de la cantante rumana Alexandra Stan. Se estrenó el 6 de marzo de 2018 a través de Roton y Forward Music Agency. Riva produjo la pista, y la escribió junto con Cristian Sorin Ochiu. Trabajó en el tema durante el campamento de composición Tabara Internationala de Muzica TIC celebrado en Rumania en 2017. «Miami» es una pista con influencias de la música latina, que abarca temas como la libertad y la expresión emocional.
La canción ha recibido elogios de la crítica por su composición, producción y las voces de Stan. Comercialmente, «Miami» experimentó éxito moderado en algunos países. Ingresó dentro del top 10 en la lista Airplay 100 de Rumania, en Bulgaria y en el ranking Dance Club Songs de Billboard; también alcanzó el puesto número 44 en la lista Hot Dance/Electronic Songs de la misma revista. Un video musical para el sencillo fue subido al canal oficial del sello Roton en YouTube el 16 de marzo de 2018. Filmado por Bogdan Paun en los Estados Unidos, el videoclip presenta a dos personas bailando e interactuando con un hombre enmascarado. «Miami» fue seleccionada como el himno oficial para el Festival de Neversea.

## Antecedentes y lanzamiento
Riva escribió «Miami» en 2016, y continuó trabajando en la canción durante el campamento de composición Tabara Internationala de Muzica TIC celebrado en Rumania un año después. Cristian Sorin Ochiu ayudó a coescribir el tema, mientras que Riva también manejó la producción. La pista cuenta con la colaboración de la cantante rumana Alexandra Stan, quien interpretó la canción durante el verano de 2017. Con respecto al título, Riva comentó en una entrevista con Nexus Radio: «Si escuchas la letra, no se trata de Miami como ciudad sino de libertad; se trata de un lugar que te da un cierto ambiente. Todo el concepto detrás trata de mencionarlo ... la gente tendrá la sensación de que se trata sobre ellos». En otra ocasión, Riva explicó el mensaje de la pista:
«"Miami" habla sobre el ambiente que tienes cuando piensas en esta ciudad. Se trata de liberación y expresión sin barreras idiomáticas, étnicas, religiosas o sexuales. Creo que las personas simplemente son y existen, y las etiquetas no hacen más que limitarnos. En general, me gusta vivir ahora, [...] no quiero proyectarme en un [...] momento en el futuro, porque significaría no disfrutar más de las cosas que están sucediendo ahora».
A través de las letras, Stan hace referencia a una playa en Miami. Musicalmente, la canción ha sido descrita como «relajada» y con influencias de la música latina por los críticos de música. Un editor de PRWeb afirmó: «[La pista] muestra el estilo musical diverso de Riva, uno que evita lo familiar y rompe las barreras entre los géneros»- «Miami» se estrenó en formato digital el 6 de marzo de 2018 en varios países europeos a través de Roton y Forward Music Agency, junto con una versión extendida en su Lado B. La canción debutó en las estaciones de radio rumanas el 22 de marzo de 2018. Más tarde, estuvo disponible en los Estados Unidos el 16 de marzo de 2018 a través de Radikal Records; en el siguiente mes, la misma discográfica lanzó un EP con diez remezclas. Después de que el Festival de Neversea seleccionó a «Miami» como su himno de 2018, se estrenó una nueva versión del tema, titulada «Neversea», con sus letras modificadas y acompañada por un video musical.

## Recepción
Jonathan Currinn, del sitio web CelebMix, elogió la canción por ser «épica», además de aplaudir las voces de Stan, su producción y sus letras. Comercialmente, «Miami» experimentó éxito moderado en algunos países. En la lista Airplay 100 de Rumania, alcanzó la posición número ocho en julio de 2018, y ascendió en el ranking nacional de Shazam. La canción volvió a su punto máximo en septiembre de 2018. En mayo, «Miami» ingresó en la lista Dance Club Songs de Billboard en el número 50; se convirtió en la segunda aparición de Riva en dicho ranking después de «Mhm Mhm» en 2016. También fue la segunda vez que Stan ingresa en la lista después de «Mr. Saxobeat», que alcanzó el número 37 en 2011. «Miami» alcanzó su punto máximo en el número diez en el ranking. De manera adicional, la canción alcanzó el número 44 en la lista Hot Dance/Electronic Songs, el número 240 en la lista Tophit de Rusia y el número cinco en Bulgaria.

## Video musical
Un video musical de acompañamiento para «Miami» fue subido al canal oficial del sello Roton en YouTube el 16 de marzo de 2018. Debutó en la televisión rumana en la misma fecha. El video fue filmado por Bogdan Paun, de la compañía NGM Creative, en los Estados Unidos en 2017. Alexandru Mureșan se desempeñó como el director de fotografía. El video empieza con Stan posando frente al amanecer en una playa mientras viste una túnica dorada. Después de esto, un hombre camina a través de un desierto luciendo un disfraz amarillo y una máscara plateada, acompañado por una pareja «difundiendo su amor mutuo por lo que llaman "hogar"». Ambos realizan coreografías sutiles y luego se acuestan en el suelo para tomarse de las manos. Según Currin, de CelebMix, los personajes «parecen ser títeres del hombre enmascarado, que presumimos es Manuel Riva». Las escenas intercaladas durante la trama principal muestran a Stan interpretando la canción con trajes blancos y negros, y a la pareja marchando con banderas que tienen el logotipo de Riva. Currinn le otorgó una reseña variada al videoclip y afirmó que: «no cumple con sus expectativas». Además señaló los movimientos sutiles de los bailarines «como si estuvieran en un estado de trance, en línea con las letras suaves en lugar de la parte alegre de la pista». Currinn también elogió la aparición de Stan y sus vestuarios.

## Formatos
- Descarga digital[7]

1. «Miami» (feat. Alexandra Stan) [Radio Edit] - 3:31
2. «Miami» (feat. Alexandra Stan) [Extended Version] - 5:36

- EP de remezclas[10]

1. «Miami» (feat. Alexandra Stan) [Riva's Private Remix] – 5:50
2. «Miami» (feat. Alexandra Stan) [Adrian Funk X OLiX Remix] – 3:02
3. «Miami» (feat. Alexandra Stan) [MoonSound Radio Edit] – 3:41
4. «Miami» (feat. Alexandra Stan) [Hauz Brothers Radio Edit] – 3:42
5. «Miami» (feat. Alexandra Stan) [Gabriel M Remix] – 5:08
6. «Miami» (feat. Alexandra Stan) [Cristian Poow Radio Mix] – 3:36
7. «Miami» (feat. Alexandra Stan) [Adrian Funk X OLiX Remix Extended] – 4:02
8. «Miami» (feat. Alexandra Stan) [MoonSound Remix] – 5:10
9. «Miami» (feat. Alexandra Stan) [Hauz Brothers Remix] – 4:50
10. «Miami» (feat. Alexandra Stan) [Cristian Poow Club Mix] – 5:15

## Personal
Créditos adaptados de YouTube.
Créditos de composición y técnicos
- Alexandra Stan – voz principal
- George Emanuel Calin – compositor, productor
- Cristian Sorin Ochiu – compositor

Créditos visuales
- Bogdan Paun – director
- Alexandru Mureșan – director de fotografía

## Posicionamiento en listas
| Bulgaria       | PROPHON                    | 5   |
| Estados Unidos | Dance Club Songs           | 10  |
| Estados Unidos | Hot Dance/Electronic Songs | 44  |
| Rumania        | Airplay 100                | 8   |
| Rumania        | Romania Radio Airplay      | 5   |
| Rumania        | Romania TV Airplay         | 9   |
| Rusia          | Tophit                     | 240 |

| Rumania | Airplay 100 | 21 |

## Historial de lanzamiento
| Región         | Fecha               | Formato(s)       | Discográfica                 |
| -------------- | ------------------- | ---------------- | ---------------------------- |
| Rumania        | 6 de marzo de 2018  | Descarga digital | Roton • Forward Music Agency |
| Italia         | 6 de marzo de 2018  | Descarga digital | Roton • Forward Music Agency |
| España         | 6 de marzo de 2018  | Descarga digital | Roton • Forward Music Agency |
| Reino Unido    | 6 de marzo de 2018  | Descarga digital | Roton • Forward Music Agency |
| Estados Unidos | 16 de marzo de 2018 | Descarga digital | Radikal                      |